# Gaius Silius
Gaius Silius (mort en 24) est un sénateur romain qui a remporté des succès en tant que général sur les barbares germains après le désastre de la bataille de la forêt de Teutoburg. Pour ces succès, il est nommé consul en 13 apr. J.-C. avec Lucius Munatius Plancus comme collègue. Cependant, des années plus tard, Silius est pris au piège dans les machinations de l'ambitieux préfet du prétoire Séjan et est contraint de se suicider.
En raison d'une ambiguïté dans les Fasti Capitolini, des experts tels que Mommsen et Attilio Degrassi pensent que le nom complet de Silius est Gaius Silius Aulus Caecina Largus . Cependant, Arthur et Joyce Gordon soulignent que la forme de ce nom, connue sous le nom de polyonymie, est inhabituelle, précédant tout autre exemple connu de cinquante ans, et suggérent, sur la base de sources certes moins fiables, que cette entrée est plus précisément lue comme deux noms : Gaius Silius et Aulus Caecina Largus, ce dernier sénateur étant par ailleurs inconnu. Bien que cette lecture ait été approuvée par Ronald Syme , elle n'est considérée que comme une possibilité jusqu'à ce que Diana Gorostidi Pi découvre une inscription appelée Fasti consulares Tusculani prouvant qu'il s'agit de deux individus distincts.

## Biographie
Silius est probablement un fils de Publius Silius Nerva. En l'an 13, Silius est élu consul aux côtés de Lucius Munatius Plancus . À la fin de son mandat, il est nommé légat impérial de Germanie Supérieure, sous le commandement général de Germanicus, et est l'officier responsable des quatre légions du Rhin supérieur qui ne se mutinent pas à la mort de l'empereur Auguste,. Une fois la mutinerie réprimée, Silius continue à servir loyalement sous Germanicus, participant à la campagne de représailles romaine (entre 14 et 16 apr. J.-C.) contre une alliance germanique à la suite du désastre de la bataille de la forêt de Teutoburg. Ses succès lui valent un triomphe honorifique en l'an 15.
L'année suivante, Germanicus envoie Silius contre les Chattes avec 30 000 fantassins et 3000 cavaliers, les battant dans le processus, après quoi Tibère le nomme commissaire aux impôts en Gaule. Il continue dans son rôle de gouverneur de la Germanie supérieure jusqu'au 21, au cours de laquelle il réprime une révolte en Gaule. Une faction de Trévires, dirigée par Julius Florus et alliée à l'éduen Julius Sacrovir, mène la révolte de Sacrovir contre les Romains. Avec deux légions, Silius vainc les forces rebelles de Sacrovir (au nombre de 40 000), à douze miles à l'extérieur d'Augustodunum.
À son retour à Rome plus tard la même année, Silius est bientôt pris dans les machinations politiques à la cour dans le cadre de la faction de Germanicus. Grâce à la femme de Silius, Sosia Galla, le couple se lie d'amitié avec la belle-fille de Tibère, Agrippine l'Ancienne. En raison de leur amitié avec Agrippine, ils deviennent des victimes innocentes des stratagèmes de Séjan. Au Sénat, Lucius Visellius Varro (consul en 24) accuse Silius d'être complice de la révolte de Sacrovir, et d'avoir détourné de l'argent du gouvernement provincial en Gaule. Refusant de présenter un plaidoyer ou de se défendre, Silius déclare que s'il n'avait pas personnellement empêché les légions du Rhin de venger le meurtre de Germanicus, Tibère aurait perdu sa position de Princeps. Confronté à de faux témoins jurant qu'il avait pillé les provinces gauloises, Silius se suicide en 24, puis Galla est exilée. La propriété de Galla est confisquée par le Sénat et une partie est donnée à ses enfants.
Silius a au moins un fils, également nommé Caius Silius, consul en 48.